# Гарфилд Хајтс (Охајо)
Гарфилд Хајтс (енгл. Garfield Heights) град је у америчкој савезној држави Охајо.

## Демографија
По попису из 2010. године број становника је 28.849, што је 1.885 (-6,1%) становника мање него 2000. године.
| Група             | 2000.          | 2010.          |
| Белци             | 24.577 (80,0%) | 17.019 (59,0%) |
| Афроамериканци    | 5.164 (16,8%)  | 10.288 (35,7%) |
| Азијати           | 286 (0,9%)     | 388 (1,3%)     |
| Хиспаноамериканци | 388 (1,3%)     | 656 (2,3%)     |
| Укупно            | 30.734         | 28.849         |